# Bernard de Farges
Bernard de Farges (XIII secolo – Narbona, luglio 1341) è stato un arcivescovo cattolico francese.

## Famiglia
Bernard nacque da Raymond de Farges (o de Fargis), cavaliere e signore di Clermont-Lodéve, e Mathilde, sorella di papa Clemente V. Grazie a questa parentela, i suoi fratelli, come lui, occuparono tutti importanti posizioni ecclesiastiche:
- Raimondo Guglielmo des Fargues, cardinale;
- Amanieu de Fargis, vescovo di Agen;
- Béraud de Farges, arcivescovo di Albi.

## Biografia
Arcidiacono di Beauvais, il 25 febbraio 1306 succedette al prozio Bertrand de Goth alla sede episcopale di Agen. Il 4 giugno 1306 fu trasferito a Rouen, ma a causa della sua giovane età, ebbe una bolla di dispensa. Nel 1308 suo zio Clemente V lo convocò al Concilio di Vienne, prendendo parte al processo ai Templari, presiedendo il Consiglio di Pont-de-l'Arche nel 1310.
Il 15 maggio 1311 fu nominato arcivescovo di Narbona, succedendo a Gilles Aycelin I de Montaigut, trasferito a Rouen. Nel 1317 fondò il Collegio di Narbona a Parigi, destinato alla creazione di borse di studio per accogliere nove studenti della sua diocesi. Si ritiene abbia anche fondato la collegiata Saint-Étienne di Capestang nel 1330; nello stesso anno ristrutturò il palazzo arcivescovile a Capestang, in particolare le sale del piani superiori.
Nel 1321, dopo il processo, fece ardere vivo nel castello di Villerouge-Termenès Guilhem Bélibaste, l'ultimo cataro di cui si abbia avuto notizia.
Morì nel luglio del 1341 e fu sepolto nella cattedrale di Narbona: la sua tomba è ubicata sotto un porticato, tra i due dei pilastri del coro.

## Araldica
| Stemma | Blasonatura |
| ------ | --- |
|        | Semitroncato partito saldato: al 1º d'argento alla croce patente di rosso; al 2º d'oro al vaso di nero; al 3º d'oro a tre fasce di rosso |